# Фантони, Джованни
Джованни Фантони (итал. Giovanni Fantoni; 28 января 1755, Фивиццано — 1 ноября 1807, там же) — итальянский поэт.

## Биография
Был сыном графа Лудовико Антонио Фантони, который с детства решил, что его сын будет служить на духовном поприще, поэтому исключил его (хотя тот был его старшим сыном) из линии титулонаследия и ещё в детстве определил послушником в монастырь бенедиктинцев в Субьяко, откуда спустя три года он был отправлен на учёбу в колледж пиаристов Назарено в Риме. Однако из-за своего характера и антирелигиозных взглядов Фантони категорически не хотел становиться монахом, поэтому в 1773 году покинул монастырь и поступил на службу в государственный секретариат Флоренции, а спустя год был зачислен в Королевскую военную академию в Турине, откуда в 1776 году был выпущен в звании лейтенанта. В том же году был принят в Академию делла Круска.
В юности он получил сомнительную известность из-за своей безнравственности и многочисленных любовных связей, а также вольных и провокационных стихотворений, ввиду чего его отец лично, дабы избежать дальнейшего позора, обратился к великому герцогу Тосканы Леопольдо I с прошением арестовать сына и запереть его в темнице, что в итоге и было сделано. Получив свободу, он по приглашению Марии Каролины Австрийской с 1785 по 1788 год жил в Неаполе. Проникшись идеями якобинцев, принял участие в 1796 году в беспорядках в Реджио и Болонье. Однако после установления в 1798 году режима Цизальпинской республики разочаровался в этих идеях и вступил в тайное «Общество лучей», выступавшее против французского господства в Тоскане и режима Наполеона I. За участие в акциях общества он дважды подвергался арестам. В 1800 году, тем не менее, он сражался в рядах французской армии и участвовал в обороне Генуи от английских и австрийских войск. В том же году после сражения при Маренго Фантони был назначен профессором красноречия в Пизанском университете, но потерял эту должность за республиканский образ мыслей и сохранившиеся якобинские взгляды, перейдя преподавать в Академию художеств в Карраре.
Лирические произведения Фантони высоко ценились в Италии XIX века; их хвалили Альфиери и Леопарди. Сочинения Фантони, вышедшие в 1823 году, включают в себя поэму «Quatro parti del piacere» (Генуя, 1780), «Scherzi» (1782) и «Odi oraziane ed anacreontiche» (1785). Известность к Фантони пришла главным образом благодаря его одам, противополагающим величие предков «упадку и дряблости» современников. Анакреонтические стихотворения Фантони критиками оценивались как отличающиеся «изяществом и лёгкостью стиха».